# Pirovanje
Pirovanje (franc. Noces; 1938.) zbirka je četiriju eseja francuskoga novinara, književnika i filozofa Alberta Camusja.

## Popis
1. Pirovanje u Tipasi
2. Vjetar u Džemili
3. Ljeto u Alžiru
4. Pustinja